# 마융

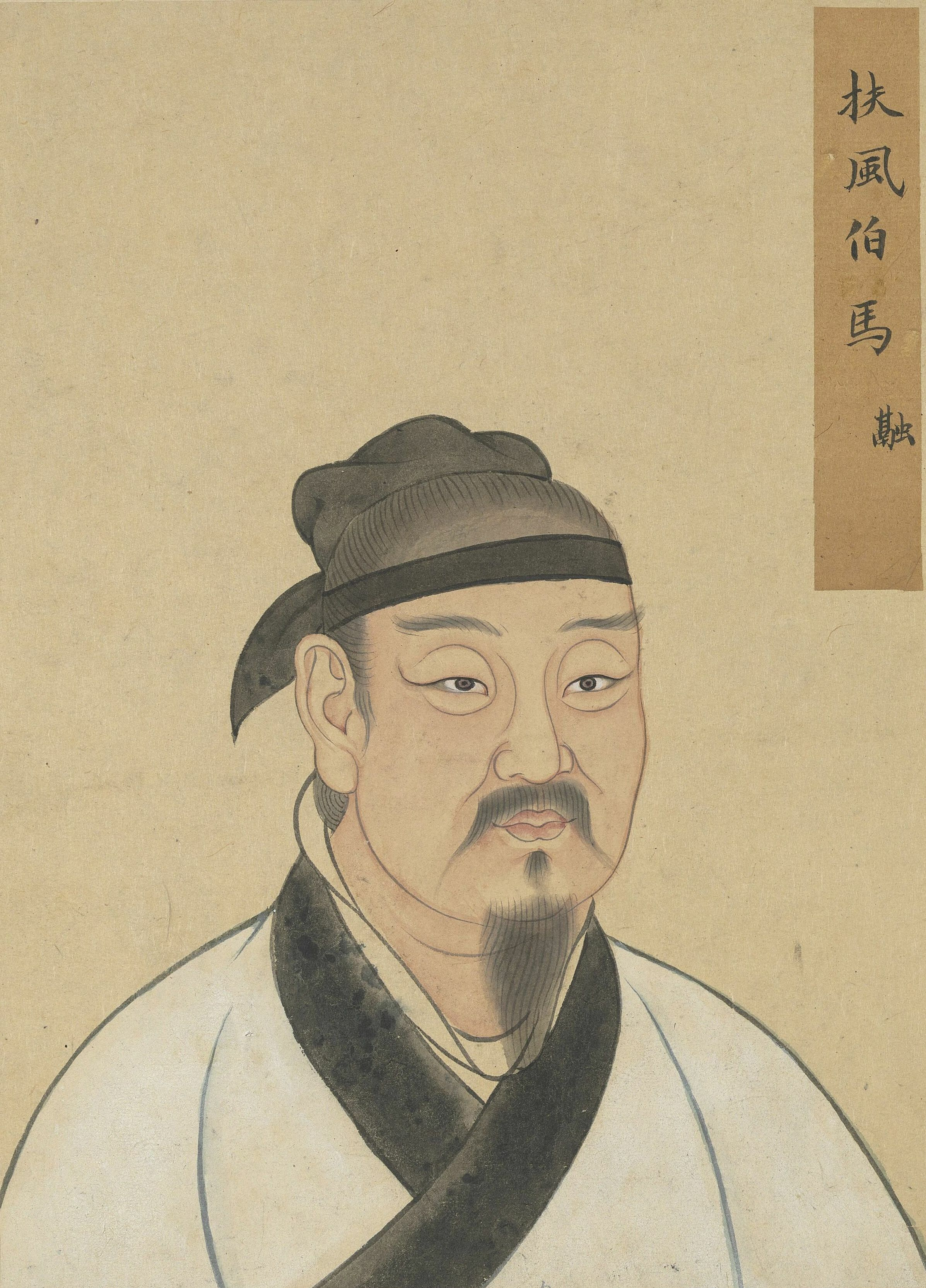

마융(馬融, 79년 ~ 166년)은 후한 중기의 학자이자 관료로, 자는 계장(季長)이며 사례 우부풍 무릉현(茂陵縣) 성환리(成懽里) 사람이다. 장작대장 마엄(馬嚴)의 아들로, 종조부 마원은 복파장군(伏波將軍)이었다.

## 생애
경조 사람 지순(摯恂)이 벼슬하지 않고 남산(南山)에 은거하였는데, 학문으로 명성을 떨쳤다. 마융은 지순에게 사사하여 유학을 배웠고, 경전(經典)을 깊이 연구하였다. 이후 지순의 딸과 혼인하였다.
영초 2년(108년), 안제의 외척으로서 권력을 쥐고 있었던 대장군 등즐(鄧隲)의 사인(舍人)의 부름을 받았으나 응하지 않고 무도와 한양으로 몸을 피하였으나 곤궁하게 살았다. 영초 4년(110년), 다시 등즐의 부름을 받아 교서랑(校書郞)이 되었고, 동향인 반소에게 《한서》를 익혔다.
당시 등즐과 등태후(鄧太后 ; 안제의 생모)가 함께 정무를 보았었는데, 문치만을 중시하고 무공을 무시하여 도적이 횡행했다. 마융은 등태후에게 〈광성송〉(廣成頌)이라는 표문을 올려 풍간해 미움을 받았다.
원초 3년(116년), 형의 아들의 상을 당하여 귀향하였다. 이 일로 등태후의 미움을 받아 면직되고 금고에 처해졌다.
영녕 2년(121년), 등태후가 죽고 안제가 친히 정사를 돌보았다. 마융은 사면되어 다시 부름을 받았고, 한때 하간왕(河間王)의 신하가 되었으나 안제에게 발탁되어 조정으로 가 낭중(郞中)이 되었다.
연광 4년(125년), 소제가 즉위하였다. 마융은 벼슬을 버리고 고향으로 돌아갔고, 군의 공조(功曹)가 되었다. 순제 때인 양가 2년(133년)에 다시 중앙으로 돌아와 의랑(議郞)이 되었다.
마융은 대장군 양상(梁商)의 발탁을 받아 종사중랑(從事中郞)·무도의 현령이 되었다. 서강(西羌)이 난을 일으켰을 때 병력을 이끌고 이를 토벌할 것을 주청하였으나, 받아들여지지 않았다.
이후 양상의 뒤를 이은 양기가 전횡을 일삼자, 마융은 〈서제송〉(西第頌)을 지어 그에게 아첨하는 듯한 태도를 취하였다. 이 일로 청류파(淸流派)의 비난을 받았고, 양기가 태위 이고(李固)를 탄핵할 때에도 상주문을 작성해 주었다.
환제 때 마융은 남군태수가 되었다. 그러나 이때는 양기의 미움을 받았고, 면직되어 도형에 처해졌다. 마융은 스스로 목숨을 끊으려 하였으나, 이루지 못하였다.
이후 다시 부름을 받아 의랑이 되었고, 동관(東觀)에서 저술을 담당하였으나 병으로 그만두었다.
연희 9년(166년), 집에서 숨을 거두니 88세였다. 유언으로 장례를 간소히 치르도록 하였다.
정치가로서는 탁류(濁流)에 속하였으며, 친척 조기마저도 만남을 거절하는 등 청류파로부터 경멸을 받았다. 그러나 학자로서는 평판이 대단히 높았고, 문장에 능하였으며 용모가 뛰어나고 박학하였기 때문에 통유(通儒)라 일컬어졌다.

## 저술
- 《삼전이동》(三傳異同)
- 《효경주》(孝經注)
- 《논어주》(論語注)
- 《시경주》(詩經注)
- 《상서주》(尙書注)
- 《삼례주》(三禮注)
- 《열녀전주》(列女傳注)
- 《노자주》(老子注)
- 《회남자주》(淮南子注)
- 《이소주》(離騷注)